# Rotavirus
Rotavirus är ett virus som är den vanligaste orsaken till svår diarré hos barn under tre års ålder. Det är ett av flera virus som förorsakar de infektioner som ofta kallas maginfluensa, trots att de inte egentligen har något med influensa att göra. Rotavirus är ett släkte dubbelsträngat RNA-virus (dsRNA) i familjen Reoviridae.

## Symptom
Mag-tarmkatarr förorsakad av rotavirus är en mild till svår sjukdom som karakteriseras av kräkning, vattnig diarré, och låg feber. När ett barn har blivit infekterat av viruset är inkubationstiden ungefär två dagar innan symptomen visar sig. Symptomen börjar ofta med kräkningar följda av fyra till åtta dagar av kraftig diarré. Uttorkning är vanligare vid rotavirusinfektion än i de flesta fall av sjukdomar som förorsakas av bakterier, och är den vanligaste orsaken till dödsfall i samband med rotavirusinfektion.
Infektioner av rotavirus A kan uppstå även hos äldre barn och hos vuxna: först ger de symtom, men efterföljande infektioner är typiskt asymtomatiska, eftersom immunsystemet ger ett visst skydd. Följaktligen är antalet symptomatiska infektioner högst hos barn under två år och antalet sådana infektioner minskar progressivt med stigande ålder tills en person blir 45 år. Infektion hos nyfödda är vanlig, men den åtföljs ofta av lätt eller asymtomatisk sjukdom;de allvarligaste symptomen tenderar att förekomma dels hos barn som är sex månader till två år gamla, dels hos äldre människor och hos personer med försvagat immunsystem. Genom immunitet som förvärvats i barndomen är de flesta vuxna inte mottagliga för rotavirus. Magkatarr hos vuxna har vanligtvis en annan orsak än rotavirus, men asymtomatiska infektioner hos vuxna kan medverka till att rotavirusinfektioner överförs i samhället. Symptomatiska återinfektioner beror ofta på en annan serotyp av rotavirus A.

## Vaccination

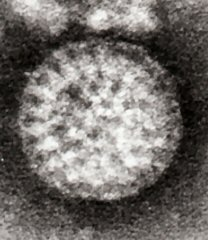
En av Flewetts tidiga elektroniska mikrofotografier

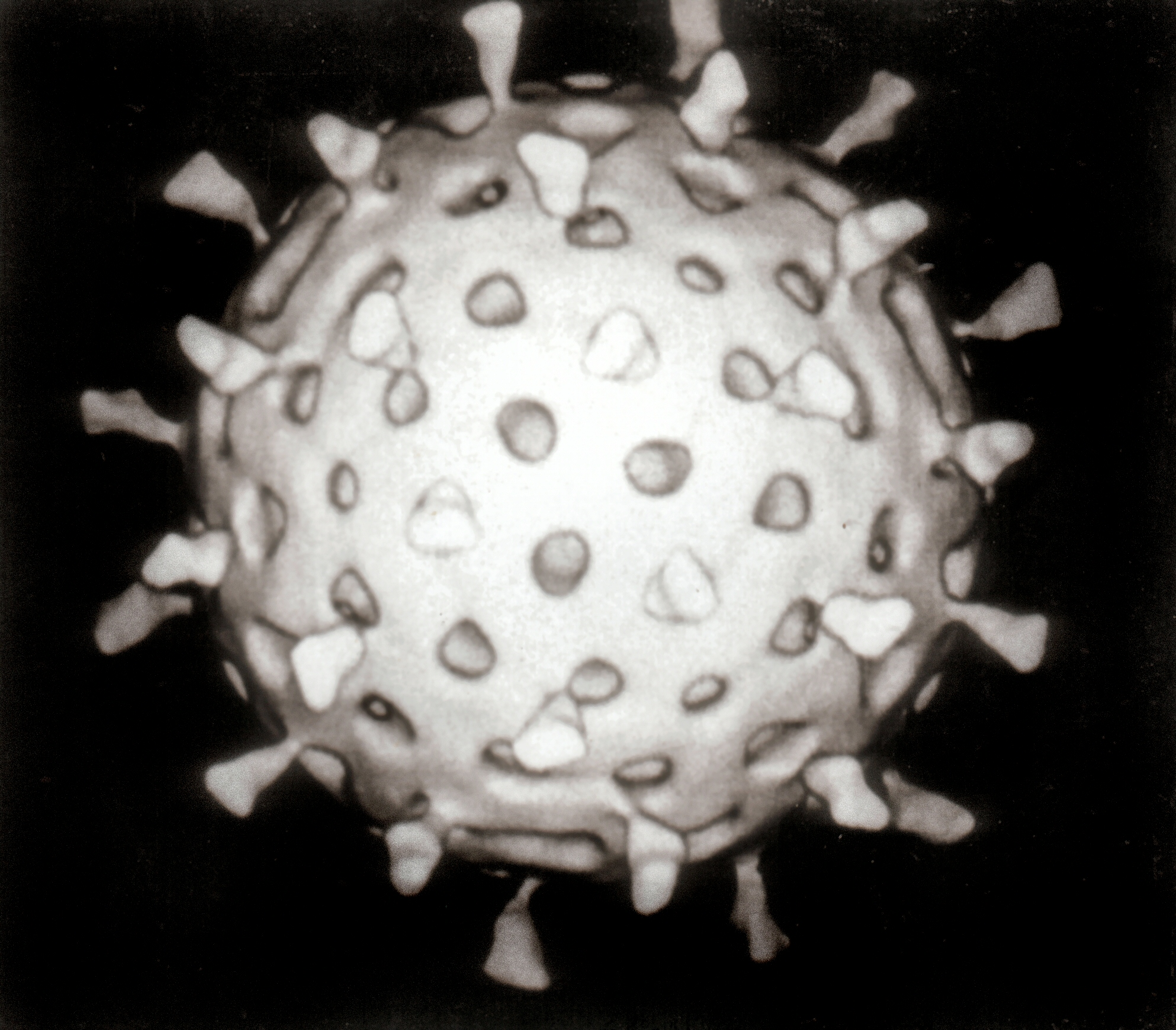
Datorstödd rekonstruktion av ett rotavirus baserad på ett flertal elektroniska mikrofotografier

År 1974 föreslog Thomas Henry Flewett namnet rotavirus sedan han hade observerat, när han såg genom ett elektronmikroskop, att en rotaviruspartikel ser ut som ett hjul (rota på latin); ett namn som erkändes av International Committee on Taxonomy of Viruses fyra år senare. Serotyper av rotavirus beskrevs först år 1980. De följande åren odlades rotavirus från människor först i cellodlingar som utvunnits från apnjurar, genom att trypsin tillsattes (ett enzym som hittades i tolvfingertarmen på däggdjur. Enzymet är nu känt som nödvändigt för att rotavirus ska kunna reproduceras i odlingsbehållaren. Förmågan att odla rotavirus gjorde att vaccinforskningen ökade, och i mitten av 1980-talet utvärderades de första vaccinerna.
År 1998 fanns ett vaccin mot rotavirus som var godkänt för användning i USA. Kliniska försök i USA, Finland och Venezuela hade visat att vaccinet var från 80 till 100 % effektivt för förhindra svår diarré förorsakad av rotavirus A, och ingen forskare hade upptäckt några allvarliga biverkningar. Emellertid drog tillverkaren tillbaka vaccinet från marknaden år 1999, sedan man hade upptäckt att det hade bidragit till en ökad risk för en tarmsjukdom som drabbade ett av 12 000 vaccinerade barn. Det inträffade förorsakade en intensiv debatt om de relativa riskerna och fördelarna med ett rotavirusvaccin.
År 2006 visades att två nya vacciner var både säkra och effektiva när det gällde vaccination av barn mot rotavirus. rotavirus A och i juni 2009 rekommenderade WHO att rotavirusvaccination skulle inkluderas i alla nationella vaccinationsprogram, för att tillhandahålla skydd mot detta virus.
I mars 2019 beslutade den svenska regeringen att införa rotavirus i det nationella barnvaccinationsprogrammet från den 1 september 2019.